# Vésines

Vésines este o comună în departamentul Ain din estul Franței.